# Rivière Kiamika
Rivière Kiamika är ett vattendrag i Kanada.   Det ligger i provinsen Québec, i den sydöstra delen av landet, 110 km norr om huvudstaden Ottawa. Rivière Kiamika ligger vid sjön Lac Rouge.
I omgivningarna runt Rivière Kiamika växer i huvudsak blandskog. Trakten runt Rivière Kiamika är nära nog obefolkad, med mindre än två invånare per kvadratkilometer.